# Грондона
Грондона (итал. Grondona) — коммуна в Италии, располагается в регионе Пьемонт, в провинции Алессандрия.
Население составляет 525 человек (2008 г.), плотность населения составляет 20 чел./км². Занимает площадь 26 км². Почтовый индекс — 15060. Телефонный код — 0143.
Покровителем коммуны почитается святой Себастьян, празднование 20 января.

## Демография
Динамика населения:

## Администрация коммуны
- Официальный сайт: http://www.comune.grondona.al.it/